# Max Boeckh
Max Ludwig Boeckh (* 8. Mai 1843 in Karlsruhe; † 10. März 1913 ebenda) war ein deutscher Jurist und Politiker.

## Leben
Boeckh wurde als Sohn eines Gymnasialprofessors geboren und studierte nach dem Besuch des Gymnasiums in Karlsruhe Rechtswissenschaften in Freiburg im Breisgau und Heidelberg. Während seines Studiums wurde er 1862 Mitglied der Burschenschaft Teutonia Freiburg. 1869 legte er seine zweite juristische Staatsprüfung ab, nahm am Deutsch-Französischen Krieg 1870/71 als Kriegsfreiwilliger teil und wurde dann in Karlsruhe Rechtsanwalt. Hier war er ab 1875 Stadtrat und ab 1880 in der Kreisversammlung. Er war Mitglied der Nationalliberalen Partei, für die er von 1905 bis 1913 als Abgeordneter in der Ersten Kammer des Badischen Landtags saß.